# Feijenoord in het seizoen 1957/58
Het seizoen 1957/1958 was het vierde jaar in het bestaan van de Rotterdamse betaaldvoetbalclub Feijenoord. De club kwam uit in de Eredivisie en eindigde daarin op de 11e plaats. Tevens deed de club mee aan het toernooi om de KNVB Beker, hierin werd in de halve finale verloren van Sparta (1–3).

## Wedstrijdstatistieken

### Eredivisie
|       | ADO   | Ajax  | Amsterdam | Blauw-Wit | BVV   | DOS   | Elinkwijk | Sportclub Enschede | Fortuna '54 | GVAV  | MVV   | NAC   | NOAD  | PSV   | Rapid JC | Sparta | VVV   |
| ----- | ----- | ----- | --------- | --------- | ----- | ----- | --------- | ------------------ | ----------- | ----- | ----- | ----- | ----- | ----- | -------- | ------ | ----- |
| Thuis | 0 – 1 | 2 – 3 | 3 – 1     | 3 – 1     | 2 – 4 | 4 – 4 | 5 – 2     | 1 – 1              | 1 – 1       | 2 – 1 | 3 – 1 | 3 – 1 | 4 – 0 | 3 – 2 | 5 – 1    | 1 – 2  | 1 – 3 |
| Uit   | 6 – 3 | 1 – 2 | 1 – 1     | 1 – 4     | 1 – 3 | 6 – 2 | 1 – 0     | 4 – 2              | 2 – 1       | 3 – 3 | 0 – 4 | 3 – 1 | 1 – 1 | 6 – 0 | 3 – 2    | 4 – 2  | 4 – 0 |

### KNVB Beker
| 1e ronde                                               | VUC                                                                                               | 0 – 2 (0 – 1)                      | Feijenoord                               |
| 26 december 1957 Plaats: Den Haag Sportpark Schenkkade |                                                                                                   |                                    | 16' Henk Schouten 65' Cor van der Gijp   |
| 2e ronde                                               | Feijenoord                                                                                        | 5 – 3 (2 – 2)                      | Neptunus                                 |
| 16 februari 1958 Plaats: Rotterdam Stadion Feijenoord  | Cor van der Gijp Toon Meerman 40', 74', 89' Kees Rijvers 60'                                      |                                    | 20' Jan Allart 22', –' Jaap Allart       |
| 3e ronde                                               | Zeist                                                                                             | 2 – 2 (2 – 1)                      | Feijenoord                               |
| 22 mei 1958 Plaats: Zeist De Koeburg                   | Witte 25' Piet de Jongh 45'                                                                       |                                    | 21' Cor van der Gijp 60' Kees Rijvers    |
| 4e ronde                                               | Feijenoord                                                                                        | 3 – 3 (2 – 0)                      | RCH                                      |
| 7 juni 1958 Plaats: Rotterdam Stadion Feijenoord       | Henk Schouten 32' Tinus Osterholt 44' Cor van der Gijp 60'                                        |                                    | 47', 64', 67' Piet van der Lippe         |
| 4e ronde (replay)                                      | RCH                                                                                               | 1 – 2 (0 – 1, 1 – 1) Na verlenging | Feijenoord                               |
| 10 juni 1958 Plaats: Heemstede Sportparklaan           | Dries Mul 88'                                                                                     |                                    | 44' Henk Schouten 118' Cor van der Gijp  |
| Kwartfinale                                            | Feijenoord                                                                                        | 7 – 2 (3 – 1)                      | Rheden                                   |
| 12 juni 1958 Plaats: Rotterdam De Kuip                 | Cor van der Gijp 12', 13' Henk Schouten 40', 70', 75' Hendrik Bosveld 55', e.d.' Kees Rijvers 85' |                                    | 45' Henk Zinnemers Ap Bosveld            |
| Halve finale                                           | Feijenoord                                                                                        | 1 – 3 (0 – 1)                      | Sparta                                   |
| 21 juni 1958 Plaats: Rotterdam Stadion Feijenoord      | Kees Rijvers 51'                                                                                  |                                    | 4', 90' Piet de Vries 72' Hans de Koning |

### Vriendschapsbeker
| Groepsfase                                          | R. Beerschot AC                                                                     | 1 – 0 (0 – 0)    | Feijenoord                                          |
| 9 oktober 1957 Plaats: Antwerpen Olympisch Stadion  | Gerard Kerkum 66' (e.d.)                                                            | Wedstrijdverslag |                                                     |
| Groepsfase                                          | Feijenoord                                                                          | 3 – 2 (1 – 0)    | R. Beerschot AC                                     |
| 19 maart 1958 Plaats: Rotterdam Stadion Feijenoord  | Cor van der Gijp 16', 54' Riny van Woerden 52'                                      | Wedstrijdverslag | 53', 82' Jef Vliers                                 |
| Groepsfase                                          | Feijenoord                                                                          | 7 – 0 (2 – 0)    | Red Boys Differdange                                |
| 16 april 1958 Plaats: Rotterdam Stadion Feijenoord  | Cor van der Gijp 4', 66' Kees Rijvers 40' Henk Schouten 60', 65', 82' Coen Moulijn  | Wedstrijdverslag |                                                     |
| Groepsfase                                          | Red Boys Differdange                                                                | 1 – 4 (1 – 2)    | Feijenoord                                          |
| 8 mei 1958 Plaats: Differdange Stade du Thillenberg | Valentin Kuffer 12'                                                                 | Wedstrijdverslag | 25', 36' Henk Schouten 53' Kees Rijvers 85' Aad Bak |
| Finale                                              | Feijenoord                                                                          | 6 – 0 (3 – 0)    | RSC Anderlecht                                      |
| 31 mei 1958 Plaats: Rotterdam Stadion Feijenoord    | Kees Rijvers 10' Cor van der Gijp 27', 43', 73' Pauke Meijers 65' Henk Schouten 68' | Wedstrijdverslag |                                                     |

## Statistieken Feijenoord 1957/1958

### Eindstand Feijenoord in de Nederlandse Eredivisie 1957 / 1958
| Stand | Gespeeld | Gewonnen | Gelijk | Verloren | Punten | Doelpunten voor | Doelpunten tegen |
| ----- | -------- | -------- | ------ | -------- | ------ | --------------- | ---------------- |
| 11e   | 34       | 13       | 6      | 15       | 32     | 74              | 76               |

### Topscorers
| #      | Naam              | Goal |
| ------ | ----------------- | ---- |
| 1.     | Cor van der Gijp  | 24   |
| 2.     | Kees Rijvers      | 15   |
| 3.     | Toon Meerman      | 13   |
| 4.     | Pauke Meijers     | 7    |
| 5.     | Henk Schouten     | 6    |
| 6.     | Coen Moulijn      | 5    |
| 7.     | Daan den Bleijker | 2    |
| 8.     | Gerard Kerkum     | 2    |
| 8.     | Wim de Kreek      | 2    |
| Totaal | Totaal            | 74   |

| #              | Naam                     | Goal |
| -------------- | ------------------------ | ---- |
| 1.             | Cor van der Gijp         | 6    |
| 1.             | Henk Schouten            | 6    |
| 3.             | Kees Rijvers             | 4    |
| 4.             | Toon Meerman             | 3    |
| 5.             | Tinus Osterholt          | 1    |
| Eigen doelpunt |                          |      |
| –              | Hendrik Bosveld (Rheden) | 1    |
| Totaal         | Totaal                   | 21   |

| #      | Naam             | Goal |
| ------ | ---------------- | ---- |
| 1.     | Cor van der Gijp | 7    |
| 2.     | Henk Schouten    | 6    |
| 3.     | Kees Rijvers     | 3    |
| 4.     | Aad Bak          | 1    |
| 4.     | Pauke Meijers    | 1    |
| 4.     | Coen Moulijn     | 1    |
| 4.     | Riny van Woerden | 1    |
| Totaal | Totaal           | 20   |

## Voetnoten
ADO ·
Ajax ·
Amsterdam ·
Blauw-Wit ·
BVV ·
DOS ·
Elinkwijk ·
Sportclub Enschede ·
Feijenoord ·
Fortuna '54 ·
GVAV ·
MVV ·
NAC ·
NOAD ·
PSV ·
Rapid JC ·
Sparta ·
VVV